# Олаф I (король Дании)
Олаф I Голод, Олаф I Свеннсон (дат. Oluf 1. Hunger; 1050? — 18 августа 1095) — король Дании. Один из сыновей короля Свена II Эстридсена от наложниц.

## Ранняя жизнь

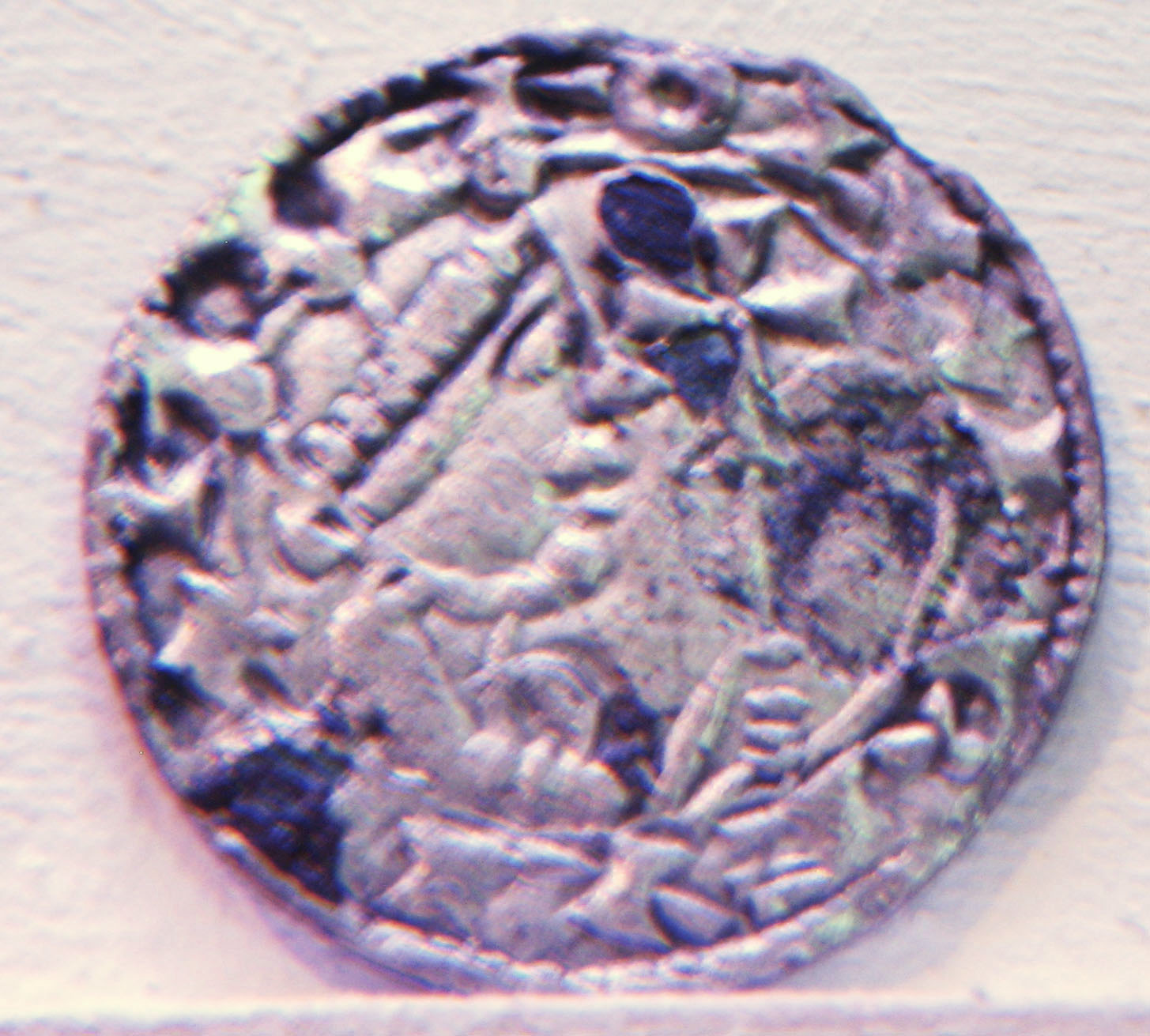
Монета Олафа I.

Олаф родился около 1050 года и был сыном Свена II и неизвестной наложницы. Во время правления его старшего брата Кнуда IV Олаф, предположительно, служил герцогу Шлезвига. В 1085 году Олаф был призван в состав войска против Англии. Кнуд не мог присоединиться к войску, и солдаты избрали Олафа представлять их интересы. Кнуд опасался, что Олафа поддержат феодалы, в то время как Олаф видел в  Карле, сыне Кнуда, потенциального претендента на власть. Кнуд обвинил Олафа в разжигании междоусобицы, и Олаф был закован в цепи и сослан во Фландрию под надзор графа Фландрии Роберта I.

## Король Дании
Кнуд был убит в церкви Святого Албана в Оденсе в июле 1086 года после восстания в Северной Ютландии. Олаф был провозглашен королём на ландстинг в Виборге, хотя он все еще был в заложниках во Фландрии. Однако Олафа вскоре обменяли на его младшего брата Нильса, и он вернулся в Данию.
Олаф был женат на Ингигерд Харальдсдоттир, дочери короля Норвегии Харальда III Хардрада и Елизаветы Ярославны.
Царствование Олафа было отмечено несколькими годами неурожая и голода подряд. Арильд Хвитфельдт в «Датской королевской хронике» писал, что весны в то время были настолько сухими, что поля выгорели, а осенью зарядили проливные дожди. Голод был настолько страшен, что люди копали землю в поисках корней. Богатые худели, а бедные умирали от голода. Прозвище «Голод» Олаф получил не только из-за этих неурожаев, но и для того, чтобы возвеличить великолепие Кнуда Святого. Голод был воспринят как Божья кара за убийство предыдущего короля, тем более что Олаф вместе с братьями Эриком и Нильсом первоначально принадлежали к партии, оппозиционной королю Кнуду. Летописец Саксон Грамматик описывает голод как строго датский феномен, хотя позже он был описан как общая проблема Европы в те годы.
Олаф, вероятно, сократил датские связи с папским григорианским реформаторским движением, поддержав антипапу Виберта Равеннского. Во время правления Олафа некоторые из законов Кнуда были отменены, а власть духовенства и короля уступила господству знати. Феодалы стали более активно участвовать в делах Церкви, а ютладский магнат Ассер Свендсен был назначен архиепископом Лунда в 1089 году.

## Смерть
Олаф умер 18 августа 1095 года при загадочных обстоятельствах. 
Некоторые предполагают, что он убил себя, или был принесен в жертву для искупления грехов Дании. Он является единственным датским монархом, чье место захоронения неизвестно. Есть предположение, что его тело было разделено на части и развезено по разным частям страны.